# Kappa d'Hèrcules A
Kappa d'Hèrcules A (κ Herculis A) és un estel a la constel·lació d'Hèrcules de magnitud aparent +5,00. Visualment separada 27 segons d'arc de Kappa Herculis B, actualment hom pensa que els dos estels no estan físicament relacionats, constituint una doble òptica. Mentre que Kappa d'Hèrcules A es troba a 388 anys llum del sistema solar, Kappa d'Hèrcules B s'hi troba a 471 anys llum, si bé aquesta última mesura està associada a un ampli marge d'error. Els dos estels són ocasionalment conegudes com Marsik o Marsic —«el colze» en àrab, per la seva posició en la figura de l'heroi—, nom utilitzat també per designar a λ Ophiuchi.
Kappa d'Hèrcules A és una gegant groga de tipus espectral G8 III amb una temperatura de 4.990 K. La seva lluminositat és 150 vegades major que la lluminositat solar i, com a gegant que és, té un diàmetre 16 vegades més gran que el del Sol. El seu període de rotació és igual o inferior a 80 dies. Posseeix una metal·licitat un 30% inferior a la del Sol. La seva massa és 3 vegades major que la massa solar i la seva edat s'estima en 400 milions d'anys.
D'altra banda, un tènue estel de magnitud +13,6 a poc més d'un minut d'arc de Kappa Herculis A, sembla formar un sistema binari amb ella. Probablement és una nana taronja, separada almenys 7.500 ua de la lluent gegant groga, el període orbital de la qual estaria per sobre dels 340.000 anys.